# Odontocolon nikkoense
Odontocolon nikkoense är en stekelart som först beskrevs av William Harris Ashmead 1906.  Odontocolon nikkoense ingår i släktet Odontocolon och familjen brokparasitsteklar. Inga underarter finns listade i Catalogue of Life.